# Каваласка
Каваласка (итал. Cavallasca) је насеље у Италији у округу Комо, региону Ломбардија.
Према процени из 2011. у насељу је живело 2883 становника. Насеље се налази на надморској висини од 409 м.

## Становништво
| 1936. | 1951. | 1961. | 1971. | 1981. | 1991. | 2001. | 2011. |
| ----- | ----- | ----- | ----- | ----- | ----- | ----- | ----- |
| 736   | 758   | 1.053 | 2.004 | 2.368 | 2.520 | 2.733 | 2.914 |